# Complexe les Ailes
Le Complexe les Ailes était un centre commercial, situé au centre-ville de Montréal, plus précisément au 677, rue Sainte-Catherine Ouest, à l'angle de la rue University.
L'édifice multifonctionnel de 11 étages abrite aux étages supérieurs une tour à bureaux de 51 000 m2 connue sous le nom 1500 University alors qu'une galerie marchande de 21 000 m2 comptant une soixantaine de détaillants compose les trois étages inférieurs. Il est visité annuellement par plus de 9,4 millions de personnes.
L'édifice  arbore un décor intérieur contemporain et communique directement avec la ville souterraine et la station de métro McGill. Il y a une statue en bronze du célèbre hockeyeur Maurice Richard  et une fresque haute de trois étages, réalisée par l'artiste peintre-émailleur Bernard Séguin Poirier.
Depuis 2018, des travaux s’effectuent afin de fusionner le Complexe Les Ailes avec le Centre Eaton.

## Historique
Dessiné par la firme Ross et Macdonald et construit en 1925, l'édifice Eaton a longtemps abrité le plus grand magasin de détail de Montréal et a été agrandi deux fois au cours des années,. Ainsi, de 1930 à 1931, un ajout de trois étages est fait à l'immeuble et le restaurant Le 9e, au décor Art déco inspiré de la salle à manger du paquebot l'Île-de-France, voit le jour, selon les plans de l'architecte Jacques Carlu,. Un deuxième agrandissement sera réalisé au cours des années 1958 et 1959, vers le nord jusqu'au boulevard de Maisonneuve,.En 1967, l'édifice Eaton bénéficie d'un ajout d'importance : un accès direct au métro, plus précisément à la station McGill.
En 2000, Ivanhoé Cambridge se porte acquéreur de l'immeuble à la suite de la fermeture du magasin Eaton. Après d'importants travaux de réfection réalisés entre 2000 et 2002, l'ancien magasin Eaton devient le Complexe Les Ailes & 1500 University.

## Détaillants
Complexe Les Ailes offre plusieurs boutiques réparties sur trois étages, telles que XXI Forever, SAQ Signature, Tommy Hilfiger, Orchestra, New Balance Montréal, m0851, Swarovski et plusieurs autres. En juin 2012, la chaîne Sephora y a ouvert une boutique au concept unique au Québec. Le détaillant majeur est Les Ailes de la Mode, qui occupe le tiers de la superficie totale, mais ce dernier est fermé depuis le 25 janvier 2016. Le XXI Forever, une filiale du magasin de vêtements Forever 21, a remplacé Archambault en janvier 2009 et cette boutique est la première boutique Forever 21 au Québec.